# FA Charity Shield 1921
Lo FA Charity Shield 1921, noto in italiano anche come Supercoppa d'Inghilterra 1921, è stata l'8ª edizione della Supercoppa d'Inghilterra.
Si è svolto il 16 maggio 1921 al White Hart Lane di Londra tra il Burnley, vincitore della First Division 1920-1921, e il Tottenham, vincitore della FA Cup 1920-1921.
A conquistare il titolo è stato il Tottenham che ha vinto per 2-0 con reti di Herbert Bliss e Jimmy Cantrell.

## Partecipanti
| Squadre   | Qualificazione                           | Partecipazioni precedenti (il grassetto indica la vittoria) |
| --------- | ---------------------------------------- | ----------------------------------------------------------- |
| Burnley   | Vincitore della First Division 1920-1921 | Nessuna                                                     |
| Tottenham | Vincitore della FA Cup 1920-1921         | 1 (1920)                                                    |

## Tabellino
| Londra 16 maggio 1921                            | Tottenham | 2 – 0 referto | Burnley | White Hart Lane (18.000 spett.) |
| \| \| \| \| \| Bliss Cantrell \| Marcatori \| \| |           |               |         |                                 |
|                                                  |           |               |         |                                 |
| Bliss Cantrell                                   | Marcatori |               |         |                                 |

### Formazioni
| Tottenham:      |    |                  |
|                 |    |                  |
| P               | 1  | Alex Hunter      |
| D               | 2  | Thomas Clay      |
| D               | 3  | Bob McDonald     |
| C               | 4  | Bert Smith       |
| C               | 5  | Charlie Walters  |
| C               | 6  | Arthur Grimsdell |
| A               | 7  | Jimmy Banks      |
| A               | 8  | Jimmy Seed       |
| A               | 9  | Jimmy Cantrell   |
| A               | 10 | Herbert Bliss    |
| A               | 11 | Jimmy Dimmock    |
| Allenatore:     |    |                  |
| Peter McWilliam |    |                  |

| Burnley:     |    |                |
|              |    |                |
| P            | 1  | Jerry Dawson   |
| D            | 2  | Len Smelt      |
| D            | 3  | David Taylor   |
| C            | 4  | Alf Basnett    |
| C            | 5  | Tommy Boyle    |
| C            | 6  | Billy Watson   |
| A            | 7  | Billy Nesbitt  |
| A            | 8  | Bob Kelly      |
| A            | 9  | Joe Anderson   |
| A            | 10 | Benny Cross    |
| A            | 11 | Eddie Mosscrop |
| Allenatore:  |    |                |
| John Haworth |    |                |